# Compétitions humoristiques au Japon
Il existe plusieurs grandes compétitions humoristiques au Japon, en fonction du genre comique, appelées Owarai Contest (お笑いコンテスト, owarai kontesuto, littéralement concours du rire, concours humoristique, compétition du rire ou compétition humoristique)
Les compétitions d'humour sont à la base des événements ou des programmes destinés à faire rire. Il s'agit principalement de compétitions formelles auxquelles participent des humoristes et des comédiens. La compétition est basée sur la capacité à provoquer le rire et le sens de l'amusement et de l'humour, et le vainqueur est désigné sur la base des évaluations du public et des juges.
Dans le format le plus courant, les participants se produisent eux-mêmes dans un temps donné et reçoivent des réactions et des évaluations de la part du public et des juges. Les prestations peuvent inclure un large éventail de matériel, de comédie, de manzai et de numéros d'improvisation. Dans certains concours de comédie, le déroulement et les résultats sont également déterminés par les votes des juges et du public.
Les compétitions humoristiques sont connues pour être une porte d'entrée vers le succès pour les jeunes humoristes et donnent l'occasion à de nombreux jeunes humoristes de concourir et de montrer leurs talents. Les gagnants des concours et des prix ont parfois l'occasion de faire leurs débuts dans l'industrie du divertissement ou d'apparaître à la télévision.
Ces compétitions sont extrêmement populaires au Japon, les plus représentatives étant le Grand Prix M-1 (ja), le King of Conte (ja) et le R-1 Grand Prix (ja). Ces concours attirent beaucoup d'attention car ils permettent de découvrir de nouveaux talents  et de créer de nouvelles tendances en matière de comédie.
Elles sont un élément important du divertissement et un sujet de discussion récurrent au sein des artistes entre eux. Leur notoriété et le respect obtenu par leurs confrère peut dépendre de leurs résultats dans les grandes compétitions.

## Les trois grandes compétitions

### Grand Prix M-1
Le Grand Prix M-1 (M-1グランプリ, emu-wan-guran-puri, "m" est l'abbréviation de "manzai") est une compétition organisée par l'agence Yoshimoto Kogyo et Asahi Broadcasting Corporation (ABC TV),pour déterminer le meilleur duo d'humoristes débutants au Japon,. Il est communément appelé « M-1 ». La compétition a commencé en 2001, a pris fin une fois en 2010, puis a été relancée en 2015 et se tient chaque année en décembre. La finale est diffusée en direct sur ABC TV et le réseau de télévision TV Asahi et reçoit obtient systématiquement de très fortes audiences.
Le nombre de duos qui participent à la compétition augmente d'année en année, et a d'ailleurs doublé entre 2015 et 2023, démontrant le succès de la compétition.
| Année | Édition     | Duos Participants | Vainqueur       | Finaliste    | Audience                        |
| ----- | ----------- | ----------------- | --------------- | ------------ | ------------------------------- |
| 2015  | 11e édition | 3 472             | Trendy Angel    | Toro Salmon  | 17.2% (Kanto), 21.4% (Kansai)   |
| 2016  | 12e édition | 3 503             | Ginshari        | Wagyu        | 13.5% (Kanto); 23.8% (Kansai)   |
| 2017  | 13e édition | 4 094             | Toro Salmon     | Wagyu        | 15.4％ (Kanto), 24.0％ (Kansai) |
| 2018  | 14e édition | 4 640             | Shimofuri Myojo | Wagyu        | 17.8％ (Kanto), 28.2％ (Kansai) |
| 2019  | 15e édition | 5 040             | Milk Boy        | Kamaitachi   | 17.2％ (Kanto), 26.7％ (Kansai) |
| 2020  | 16e édition | 5 081             | Magical Lovely  | Oideyasukoga | 19.8％ (Kanto), 29.6％ (Kansai) |
| 2021  | 17e édition | 6 017             | Nishikigoi      | Ozwald       | 18.5％ (Kanto), 28.8％ (Kansai) |
| 2022  | 18e édition | 7 261             | Westland        | Sayaka       | 17.9％ (Kanto), 30.1％ (Kansai) |
| 2023  | 19e édition | 8 540             | Reiwa Roman     | Yarlens      | 17.2% (Kanto), 28.0% (Kansai)   |
| 2024  | 20e édition | 10 330            | Reiwa Roman     | Batteries    |                                 |

### King of Conte
Le King of Conte (キングオブコント, kingu obu konto, littéralement Les rois du conte) est un programme japonais de divertissement comique diffusé à la télévision chaque automne. Ce programme met en compétition des duos ou trios comiques spécialisés dans les sketches joués appelés konto (un style de comédie extrêmement répandu dans le monde du owarai). Les participants qui ont réussi les qualifications et les demi-finales s'affrontent dans la finale en direct à la télévision pour remporter le titre très prisé de champion.
L'émission a été diffusée pour la première fois en 2008 et est devenue depuis un événement annuel populaire. La particularité de l'émission réside dans le fait que les participants présentent des sketches comiques ou des improvisations, cherchant à charmer le jury et les téléspectateurs par leur humour et leur qualité de performance. Le jury, composé d'humoristes de renom et de professionnels de la télévision, évaluent les performances.
Lors de la finale, le classement final est déterminé : chaque membre du jury choisit son candidat préféré et c'est celui qui obtient le plus de voies qui remporte la compétition. Le duo ou trio gagnant reçoit 10 millions de yens en espèces, et se voit ouvrir beaucoup de portes pour une carrière prometteuse dans le domaine du divertissement comique.
Le King of conte est connu comme un événement majeur qui anime la culture comique japonaise owarai.
| Année | Édition     | Duos/Trios participant | Vainqueur                   | Finaliste                | Score final |
| ----- | ----------- | ---------------------- | --------------------------- | ------------------------ | ----------- |
| 2008  | 1e édition  | 2 146                  | Buffalo Gorô                | Banana Man               | 11,3％      |
| 2009  | 2e édition  | 2 584                  | Tokyo03                     | Sandwich Man             | 14,3％      |
| 2010  | 3e édition  | 3 009                  | King of Comedy              | Peace                    | 13,9％      |
| 2011  | 4e édition  | 3 026                  | Robert                      | 2700                     | 14,3％      |
| 2012  | 5e édition  | 2 971                  | Viking                      | Saraba Seishun no Hikari | 12,2％      |
| 2013  | 6e édition  | 2 988                  | Kamomental                  | Onigashima               | 9,2％       |
| 2014  | 7e édition  | 2 810                  | Sissonne                    | Chocolate Planet         | 8,3％       |
| 2015  | 8e édition  | 2 455                  | Korokoro Chikichiki Peppers | Bambino                  | 15％        |
| 2016  | 9e édition  | 2 510                  | Rice                        | Jungle Pocket            | 12,1％      |
| 2017  | 10e édition | 2 477                  | Kamaitachi                  | Nyanko Star              | 9,7％       |
| 2018  | 11e édition | 2 490                  | Hanako                      | Warafujinaruo            | 11,6％      |
| 2019  | 12e édition | 2 413                  | Doburock                    | Ultra Bugizu             | 9,4％       |
| 2020  | 13e édition | 1 707                  | Jarujaru                    | New York                 | 11,1％      |
| 2021  | 14e édition | 3 015                  | Kûki Kaidan                 | The Mommy/Dansei Buranko | 12,4％      |
| 2022  | 15e édition | 3 018                  | Biscuit Brothers            | Cotton                   | 9,7％       |
| 2023  | 16e édition | 3 036                  | Sarugorilla                 | Kageyama                 |             |
| 2024  | 17e édition | 3 139                  | Loveletterz                 | Long Coat Daddy          |             |